# 영천전자고등학교
영천전자고등학교(永川電子高等學校)는 대한민국 경상북도 영천시 화남면 삼창리에 있는 사립 고등학교이다.

## 학교 연혁
- 1947년 9월 10일 : 재단법인 산동중학원 설립 / 산동초급중학교 설립의 건 인가, 초대 이사장 조규설 취임
- 1947년 11월 10일 : 개교식 거행, 초대 교장 문철주 취임
- 1950년 5월 27일 : 교명을 산동농업중학교로 개칭
- 1951년 10월 5일 : 산동고등기술학교 설치의 건 인가
- 1952년 4월 20일 : 산동고등기술학교 제1기생 입학식 거행
- 1953년 10월 10일 : 재단법인 산동학원으로 개칭
- 1954년 2월 10일 : 산동농업고등학교 설립의 건 인가
- 1955년 2월 26일 : 산동농업고등학교 제1회 졸업식 거행
- 1964년 2월 15일 : 재단조직 변경인가에 의하여 학교법인 산동학원으로 개칭
- 1974년 3월 1일 : 교명을 산동종합고등학교로 변경
- 1983년 10월 4일 : 고등학교 학칙변경 인가(보통과 9학급, 축산과 3학급)
- 1995년 3월 1일 : 교명을 영천공업고등학교로 변경
- 2003년 3월 1일 : 교명을 영천전자고등학교로 변경
- 2008년 11월 10일 : 경상북도교육청 특성화고등학교 지정(모바일전자과, 디지털전자과)
- 2010년 11월 20일 : 다목적 강당(체육관) 준공
- 2017년 5월 30일 : 전기전자과 학과 개편(전기전자과 6학급, 항공전자과 3학급)
- 2020년 3월 4일 : 특성화고 혁신지원사업 선정
- 2020년 7월 10일 : 국방부 선정 군(軍) 특성화고 지정(해병 정보통신)
- 2022년 3월 1일 : 제12대 교장 권철환 취임
- 2022년 5월 29일 : 제14대 이사장 조인호 취임
- 2024년 1월 4일 : 제70회 졸업식 거행

## 설치 학과
- 전기전자과
- 항공전자과

## 참고 자료
- 영천전자고등학교 - 한국교육학술정보원 학교알리미